# Via Scandiana
Via Scandiana, a Ferrara, ha origini medievali ed è precedente alla grande rivoluzione urbanistica dell'Addizione Erculea, al limitare dell'antico Castrum bizantino.

## Storia

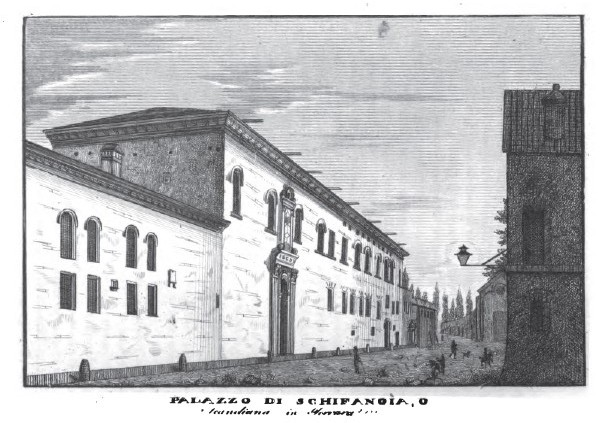
Via Scandiana e palazzo Schifanoia in una stampa del 1838.

L'area sulla quale si trova la via fu tra le prime ad essere urbanizzata subito dopo l'iniziale periodo d'insediamento sulla sponda a nord dell'allora corso del Po e quando la parte fortificata dell'antico castrum non fu più sufficiente a contenere la popolazione che stava aumentando. 
La città si espandeva sia seguendo il percorso del fiume sia occupando il territorio immediatamente a ridosso, in una sequenza di addizioni iniziate dopo gli interventi di Guglielmo II Adelardi e gli ampliamenti che coinvolsero la zona di Borgo Vado operati dal reggente Pino della Tosa poi culminati con il ducato di Ercole I d'Este.
Il momento storico che fissò la costruzione dei principali edifici sulla via fu il XIV secolo, quando ormai la dinastia degli Este aveva scelto questa zona per la sua principale delizia entro le mura, palazzo Schifanoia.

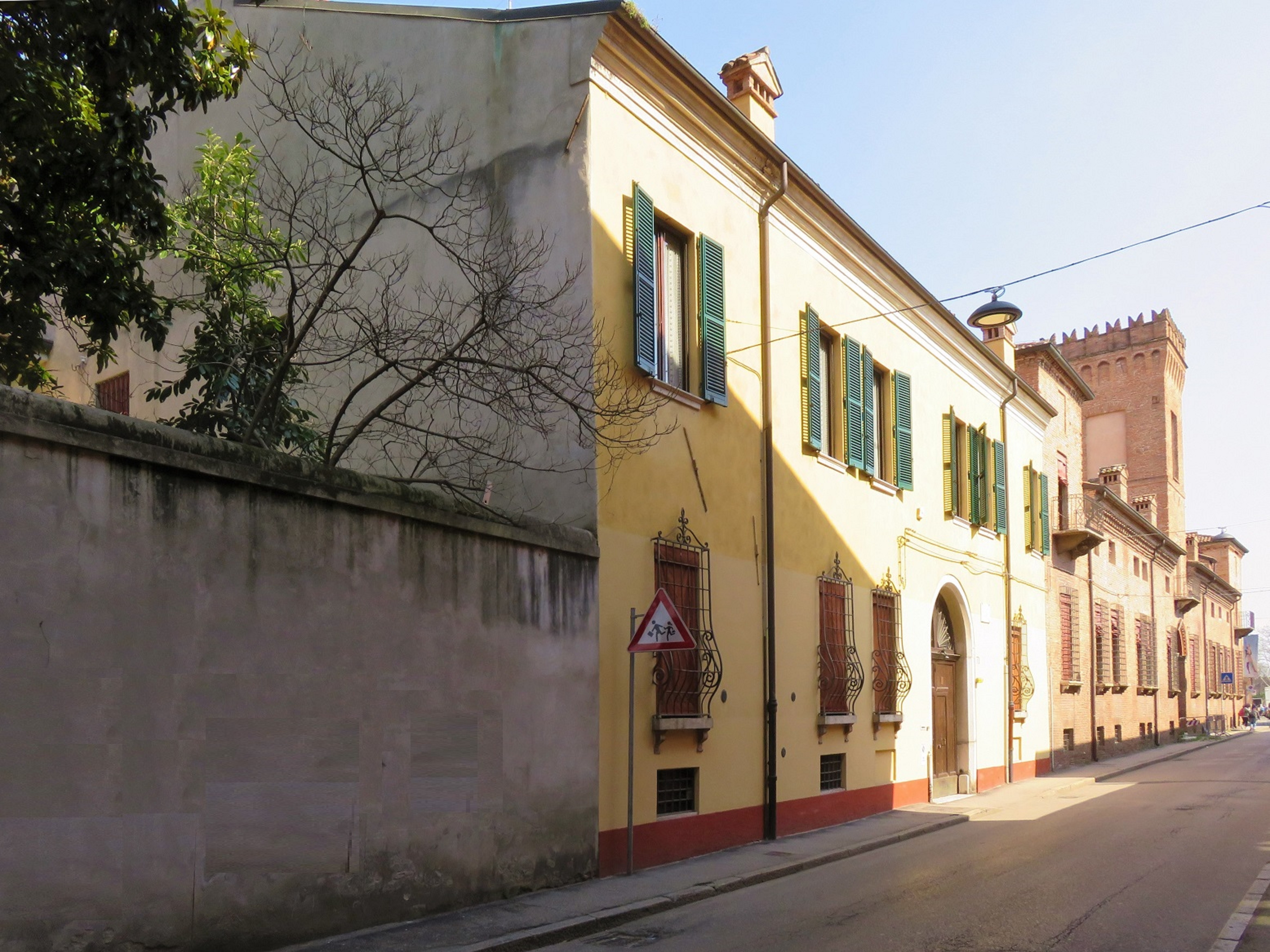
Casa di Giorgio Bassani in via Cisterna del Follo.

### Origini del nome
Anticamente il tratto a ovest compreso tra via Camposabbionario e via Madama veniva chiamato piazza di Schivanoia mentre il tratto a est, in direzione della mura, era chiamato via di Formignana.

## Via Scandiana e Giorgio Bassani
Bruno Lattes, protagonista del romanzo Dietro la porta, sembra che in questa via avesse la sua abitazione. Nell'invenzione letteraria di Giorgio Bassani non mancano mai riferimenti a fatti e luoghi reali, ed infatti lo scrittore visse a brevissima distanza da qui, in via Cisterna del Follo. In realtà nel romanzo questa supposizione non viene mai confermata, solo suggerita e fatta sospettare.

## Luoghi d'interesse
- Chiesa di Santa Maria in Vado, edificata nel 1495 da Biagio Rossetti, dopo la parziale demolizione della precedente chiesa di Santa Maria Anteriore alla quale la tradizione lega il miracolo eucaristico di Ferrara
- Palazzo Schifanoia, eretto per Alberto V d'Este nel 1385. Borso d'Este lo rese uno dei palazzi più rappresentativi e ricchi di affreschi della città e lo stesso Biagio Rossetti ne curò un ampliamento nel XV secolo. Da un ingresso al palazzo si può accedere direttamente al giardino interno, importante area verde cittadina.
- Museo lapidario. La sua sede è nella chiesa sconsacrata di Santa Libera.
- Ex caserma di Pozzuolo del Friuli, posta sulla parte più orientale della via e che ha il suo accesso principale in via Cisterna del Follo. Fu  costruita alla fine degli anni venti dove in precedenza esisteva il monastero dell'ordine agostiniano di san Vito, demolito nel 1909. Un capitello sulla cinta muraria del complesso lo ricorda.[4]